# 早疆
早疆，大理国时云龙（今云南云龙县一带）阿昌族首领。
6世纪时阿昌族有酋长早慨。传十余世，阿昌族社会有所发展，地域开始扩大，民众增多，与金齿（永昌）、大理国（白族）通商。至11世纪、12世纪大理国时期，阿昌族首领传至早疆，大理国段氏派人诏抚，早疆归降，接受大理国诰命，每年有常贡。